# Ramsing
Ramsing – miasto w Danii, w regionie Jutlandia Środkowa, w gminie Skive.